# Geely (Automarke)

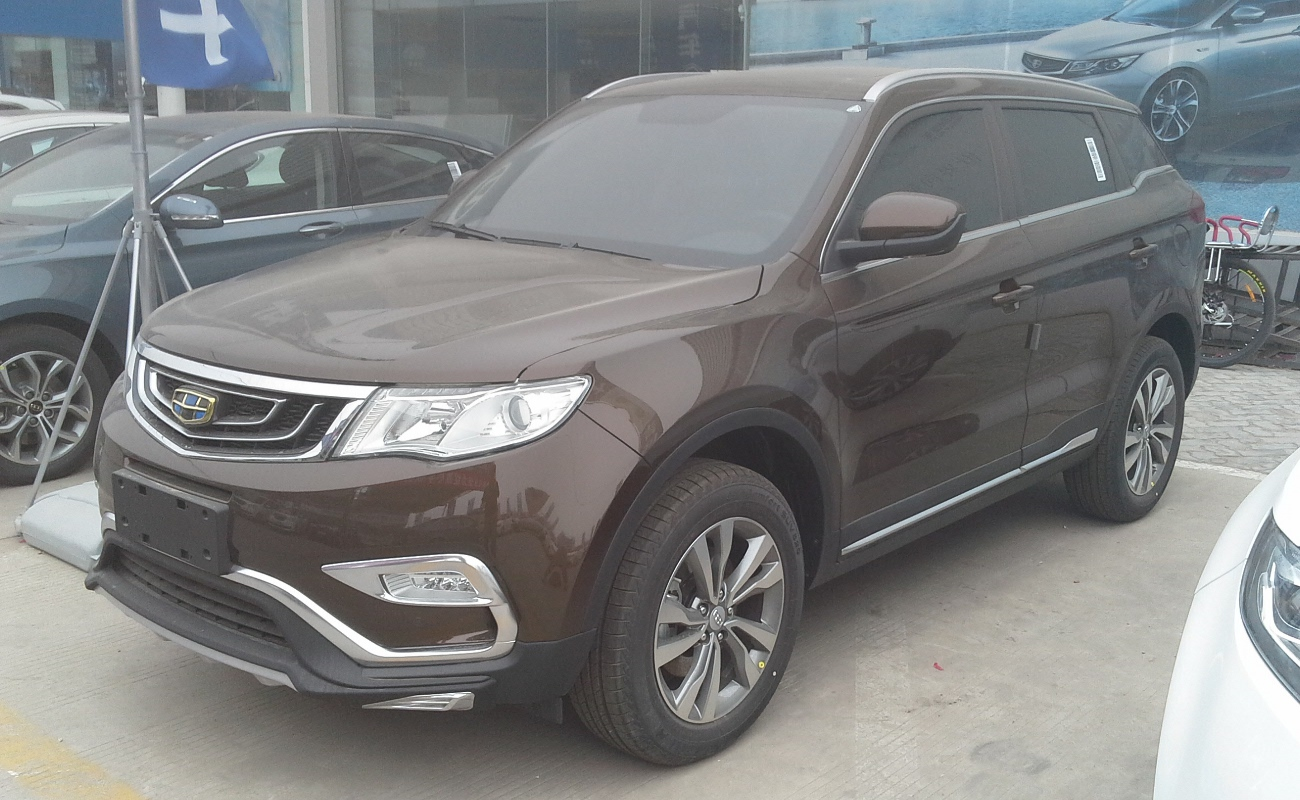
Geely Boyue

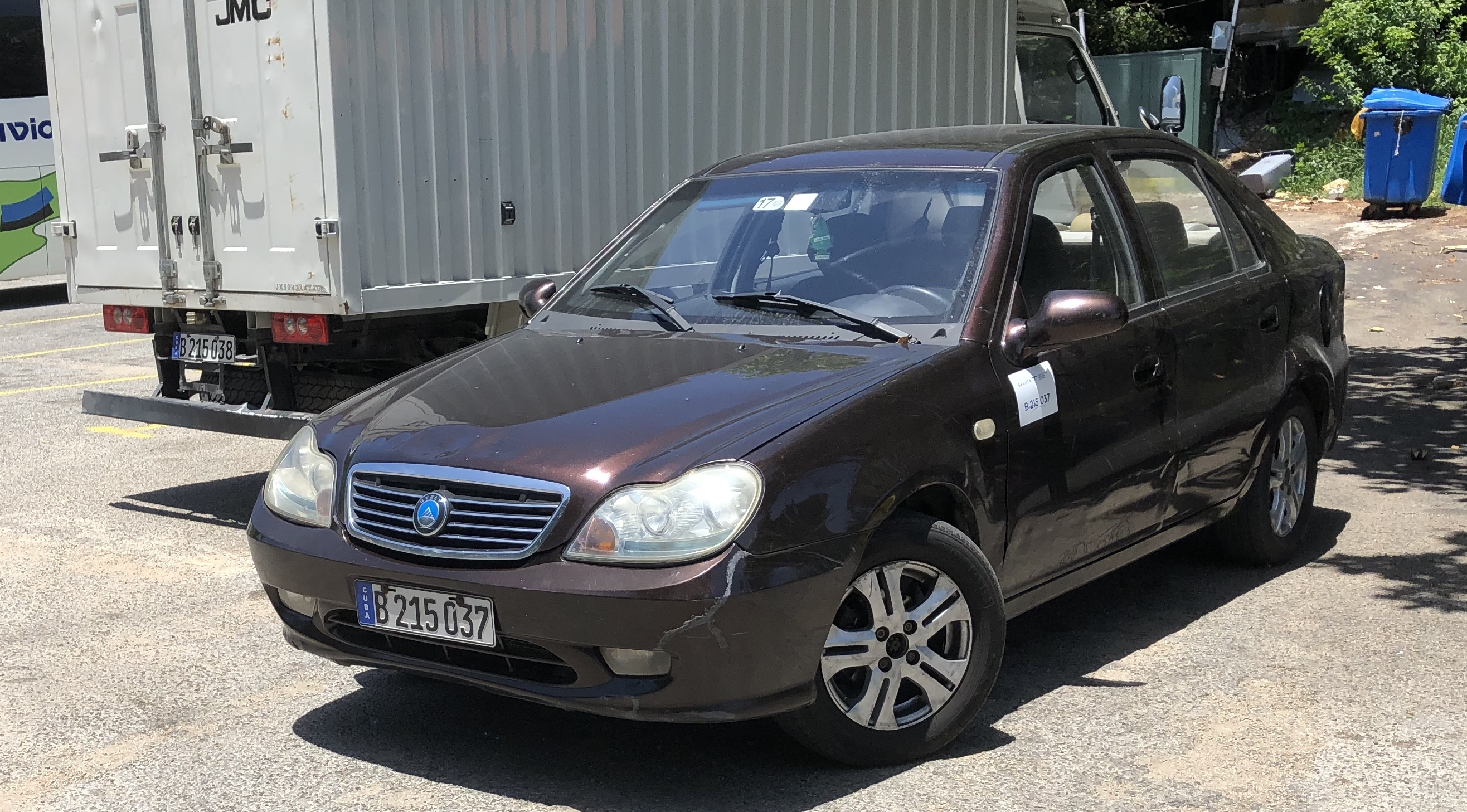
Geely CK

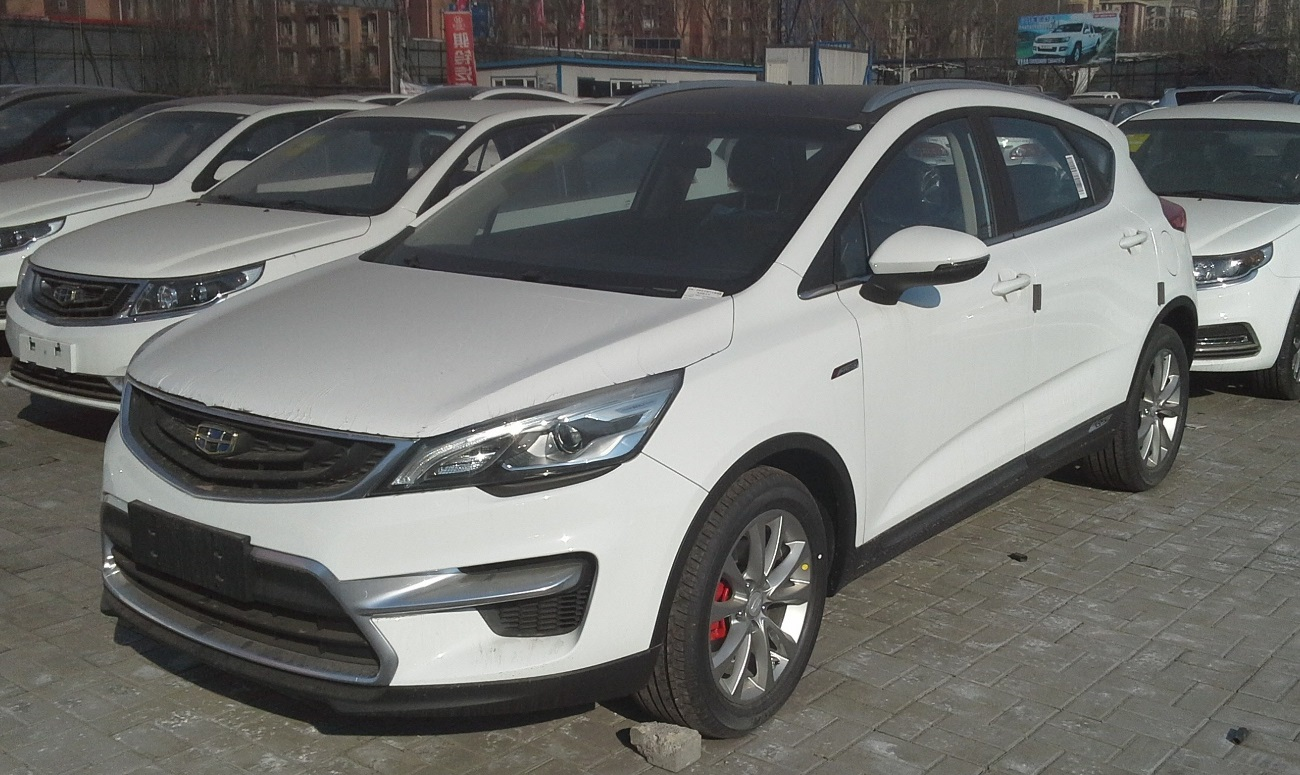
Geely Emgrand GS

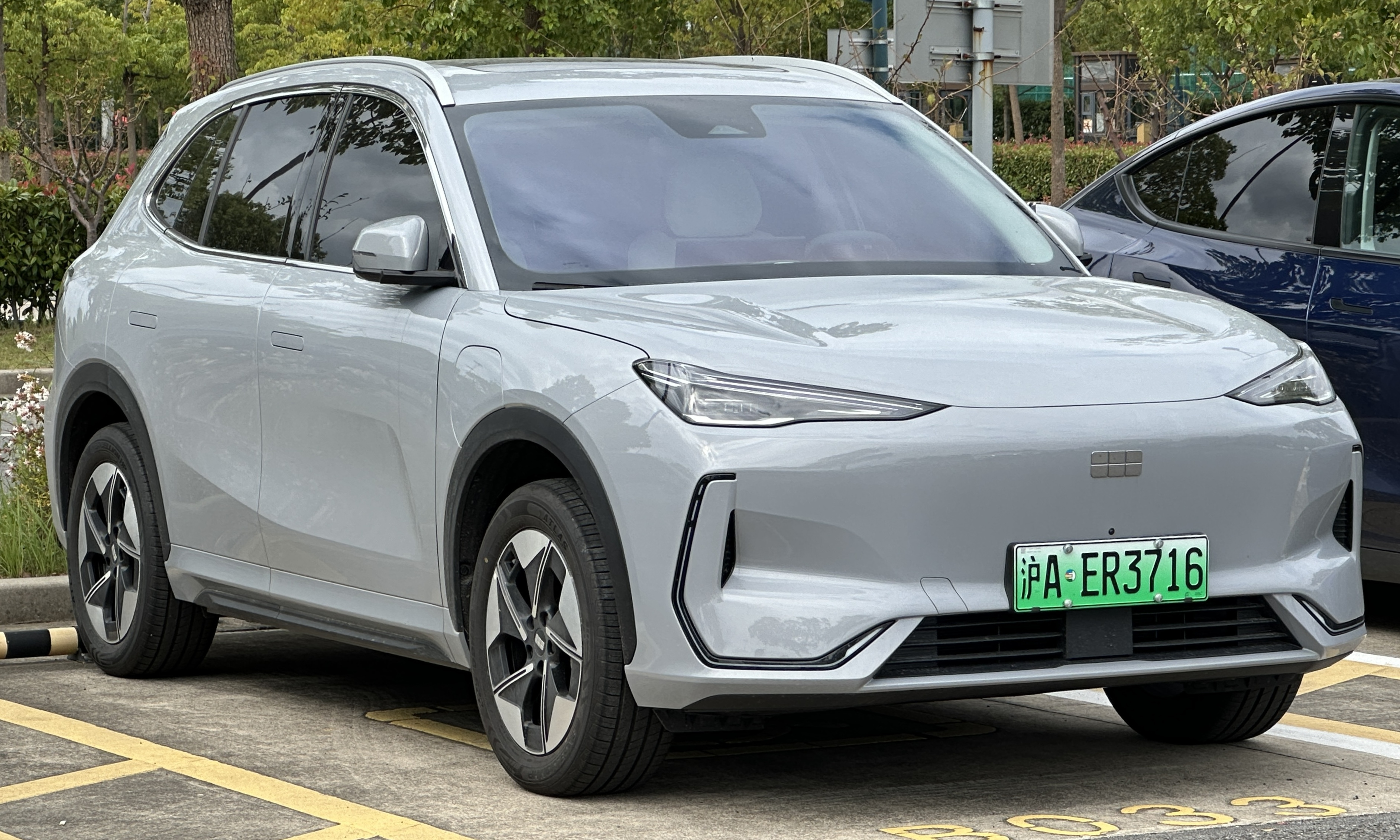
Geely Galaxy E5

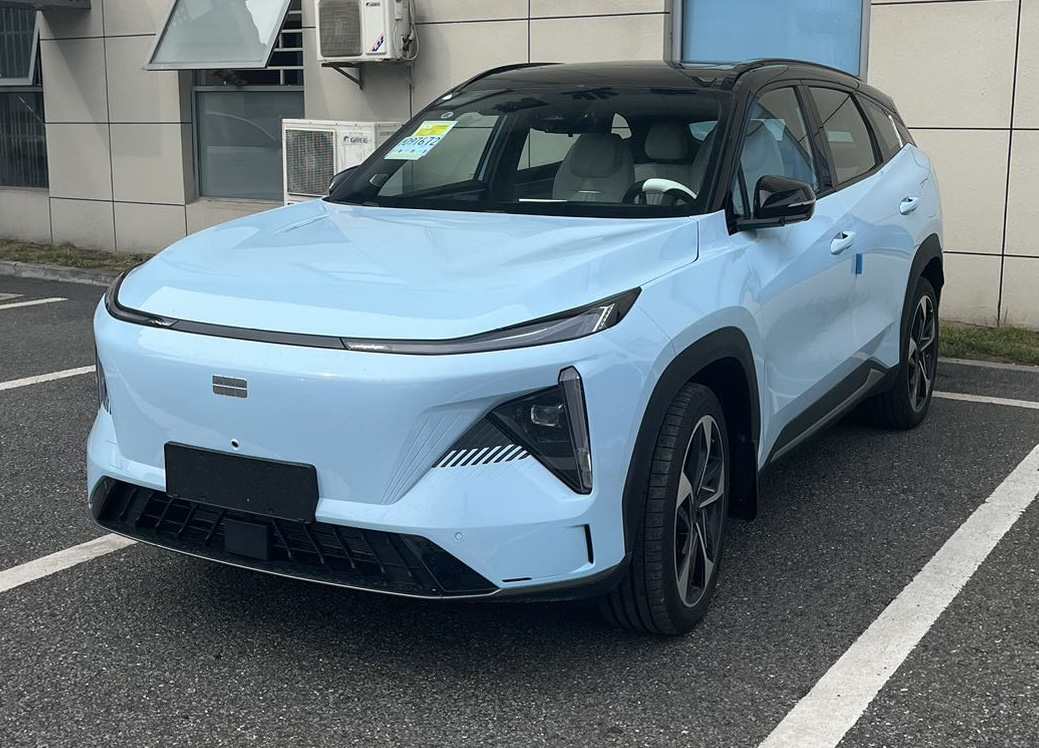
Geely Galaxy L7

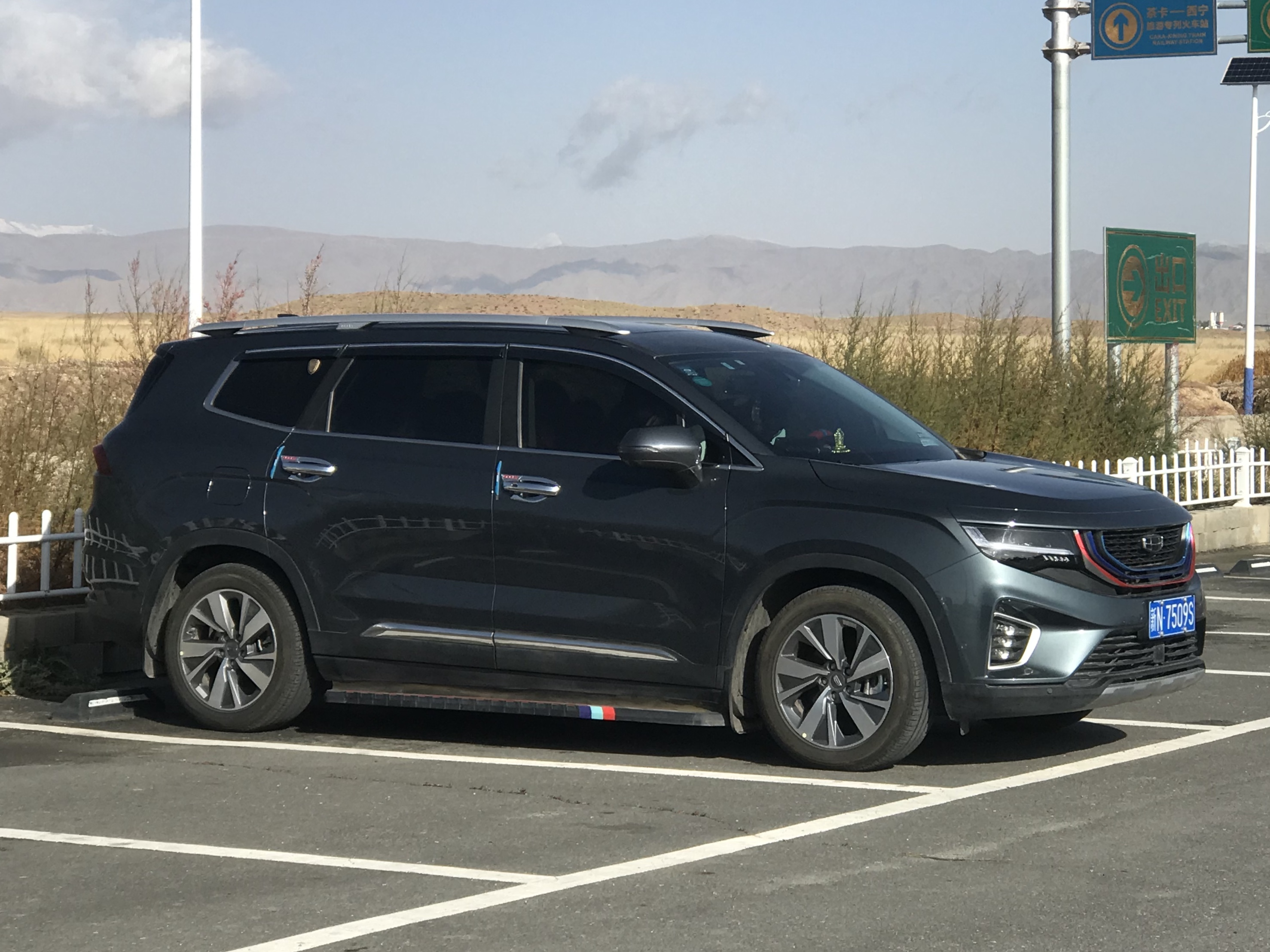
Geely Haoyue

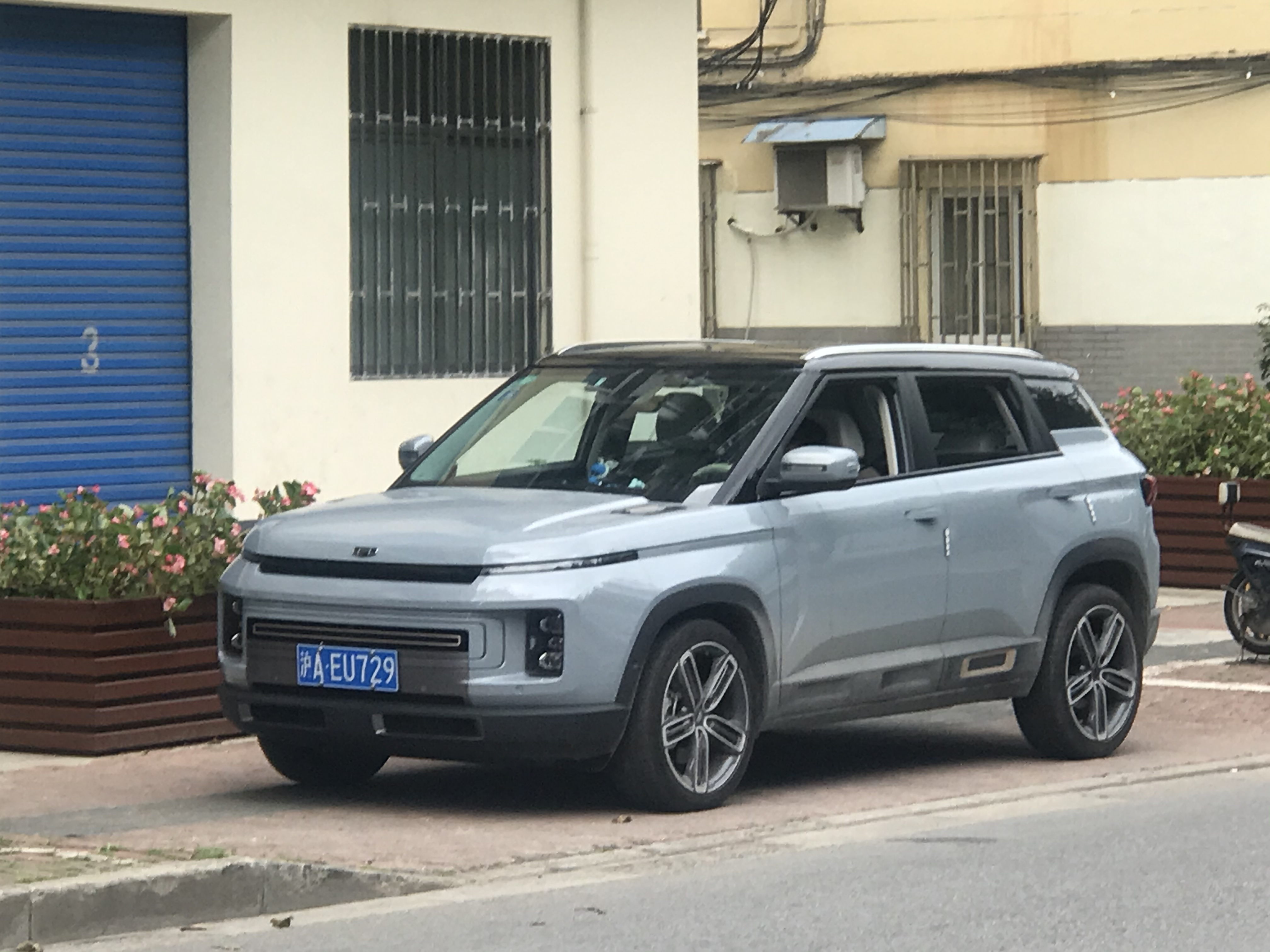
Geely Icon

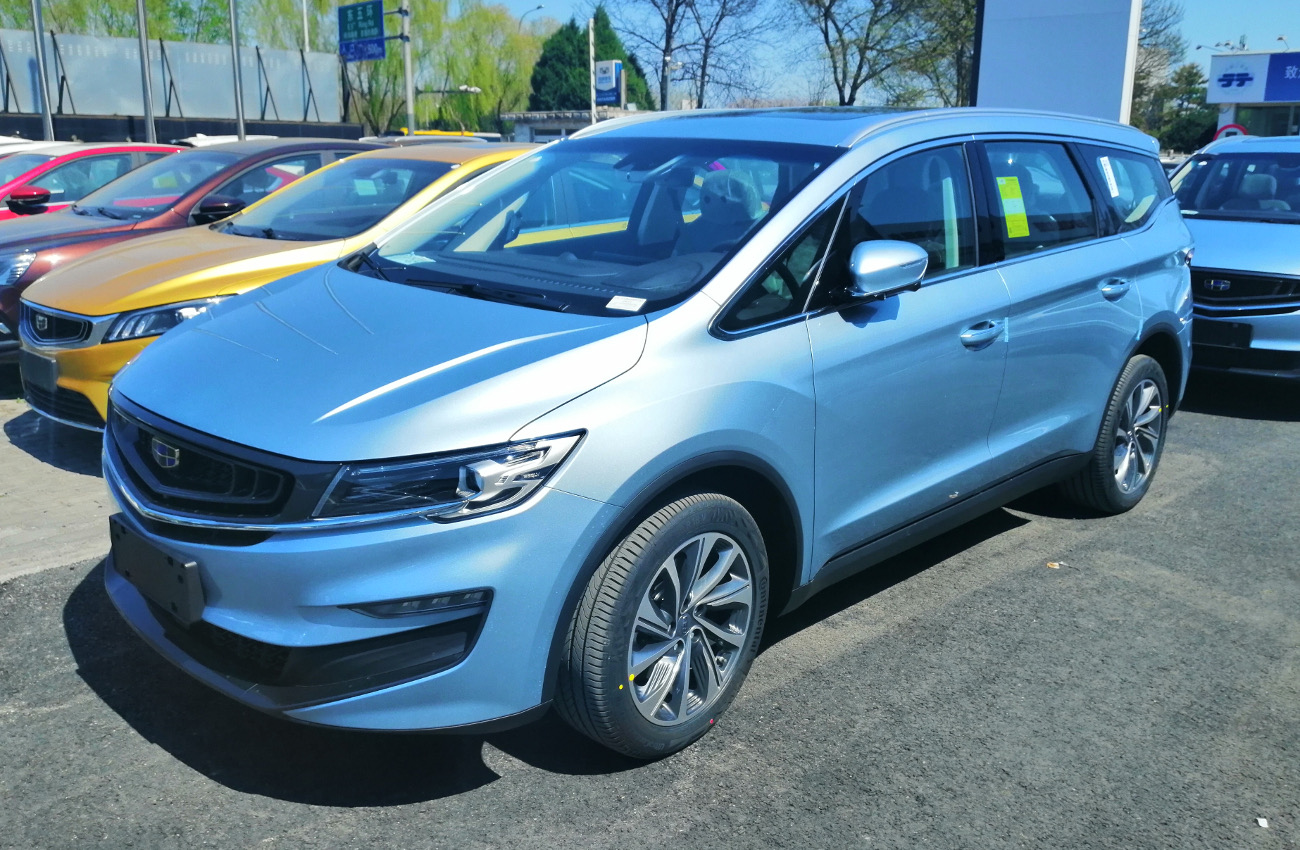
Geely Jiaji

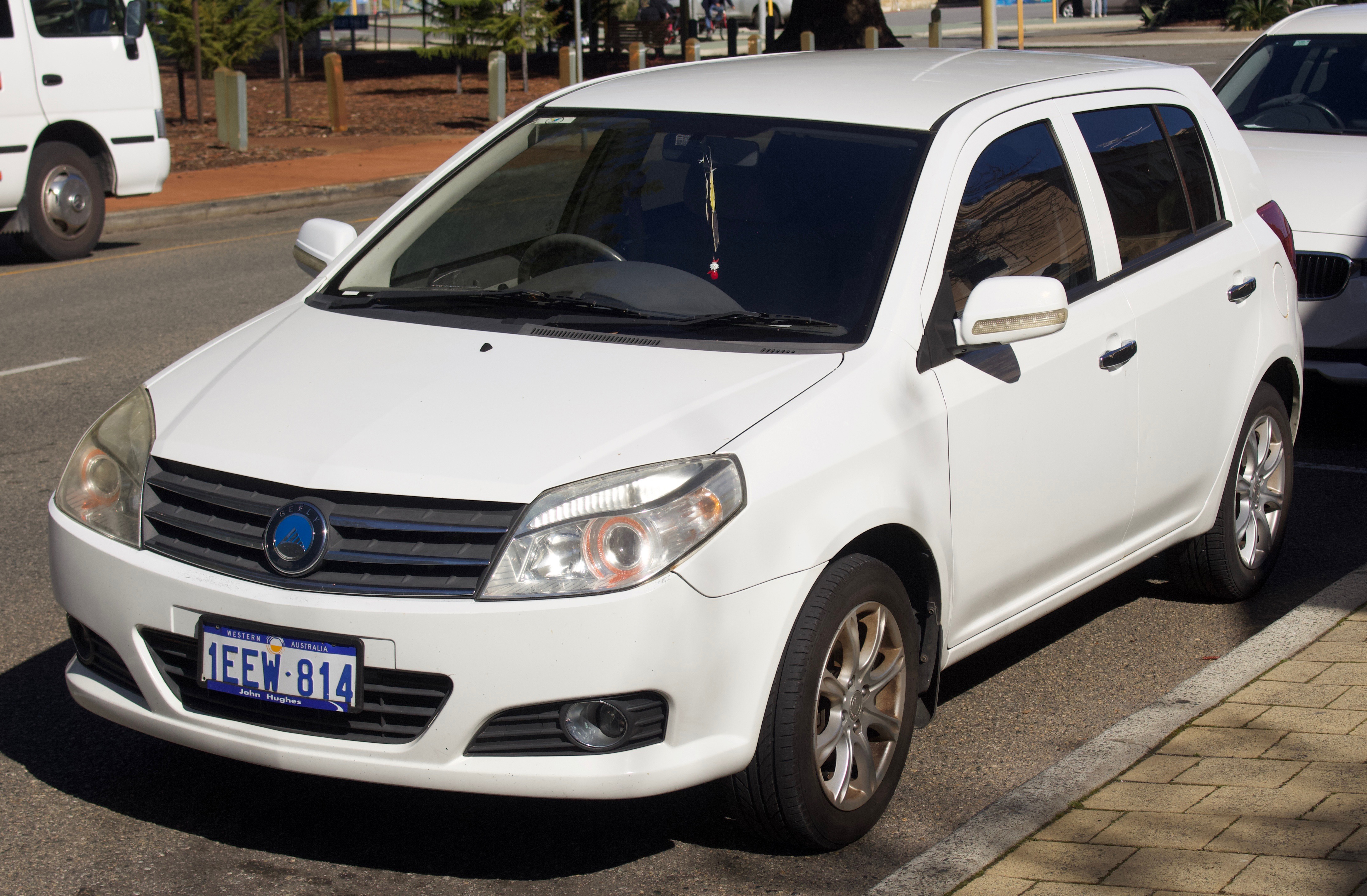
Geely MK

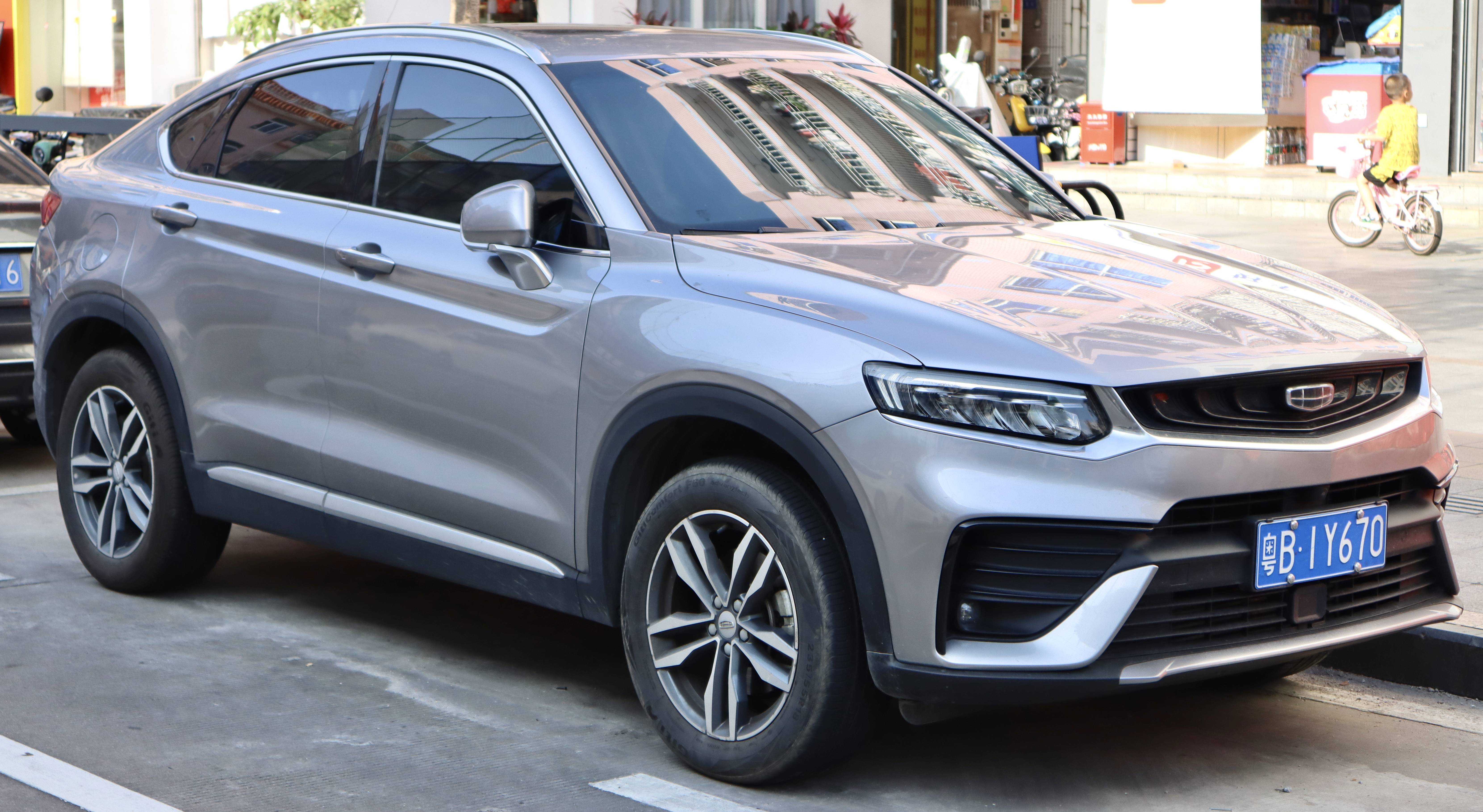
Geely Xingyue

Geely ist eine chinesische Automarke des Geely-Konzerns aus Hangzhou. Die Automarke gibt es seit Februar 1998. In Belarus und Russland werden einige Geely-Modelle als Belgee vermarktet.

## Fahrzeuge
Das erste Modell war der Haoqing mit Schrägheck. Er hatte in den Ausführungen HQ 6360 E1 und JL 6360 E1 einen Motor mit 993 cm³ Hubraum und 52 PS Leistung. HQ 6360 B1 und JL 6360 B1 waren mit 1342 cm³ Hubraum und 86 PS Leistung stärker motorisiert.
Den Kombi HQ 6410 gab es von 1998 bis 2001.
Ebenfalls ab 1998 gab es den Pick-up JL 1010N. Eine andere Quelle nennt die Pick-ups CJB 1010 mit zwei Türen und CJB 1010 S mit vier Türen ab 1998.
2000 erschien der Merry MR 6370 mit Schrägheck.
Die Limousine HQ 6390 wurde 2001 als Prototyp präsentiert.
Im gleichen Jahr wurde der GL 7135 Changle vorgestellt, der im Februar 2003 als Meirenbao JL 7135 und Meirenbao JL 7155 (Beauty Leopard) produziert wurde. Dies war eines der seltenen Coupés auf dem chinesischen Markt. Im Mai 2008 endete die Produktion dieses Modells.
2002 erschien die Limousine Uliou als MR 7130, zu der sich im Folgejahr die stärkere Version MR 7150 gesellte.
Eine weitere Limousine, MR 300, wurde 2002 präsentiert, ging aber nicht in Produktion.
Der Haoqing HQ 300 wurde erstmals 2002 vorgestellt und ging 2003 in Serienproduktion. Bekannt sind die Ausführungen JL 7131 mit 1300 cm³ Hubraum und 86 PS sowie JL 7101 mit 1054 cm³ Hubraum und 54 PS. Er wurde 2006 eingestellt.
2004 erschienen die überarbeiteten Schrägheckmodelle HQ 203-JL 6360 E1 und HQ 203A-HQ 6360 E2.
Im gleichen Jahr wurden die Kombis Haoqing SRV als HQ 303S-HQ 6390, HQ 303 S-HQ 7100 E1 und HQ 303-HQ 7130 B1 vorgestellt. Sie wurden bis 2007 hergestellt.
Im Mai 2004 erschien der Geländewagen Merrie Zhifeng MR 6370.
2005 wurden auf der Shanghai Motor Show der CK-1 Freedom Ship-MR 7161 A als Limousine und der Marrie MR 203-JL 7150 X6 als Schrägheck vorgestellt.
Im April 2006 begann die Produktion des LG-1 Jinggang (Kingkong) als JL 7152 und JL 7162.
Für die meisten der folgenden Modelle liegen Zulassungszahlen in China vor. Fahrzeuge von Emgrand, Englon und Gleagle können enthalten sein, weil sie von dieser Quelle unter Geely gelistet sind.
- Binrui (seit 2018)[8]
- Binyue (seit 2018)[9]
- BL (2005–2009)[10]
- Borui (2015–2019)[11]
- Boyue (seit 2016)[12]
- Boyue Cool (seit 2023)[13]
- Boyue L (seit 2022)[14]
- China Dragon (2009–2011)[15]
- CK Freedom Ship (2005–2016)[16]
- Emgrand (seit 2021)[17]
- Emgrand EC8 (2010–2016)[18]
- Emgrand EC7 (2009–2021) Auch als Elektroauto[19]
- Emgrand EX7 (2012–2016) Nachfolger wurde Yuanjing X6[20]
- Emgrand GL (seit 2016) Limousine des Emgrand GS[21]
- Emgrand GS (2016–2023) Schrägheckversion des Emgrand GL[22]
- FC (2006–2011)[23]
- FC3 (2018–2020)[24]
- Galaxy A7 (seit 2025)[25]
- Galaxy E5 (seit 2024)[26]
- Galaxy E8 (seit 2023)[27]
- Galaxy L6 (seit 2023)[28]
- Galaxy L7 (seit 2023)[29]
- Galaxy L380 (seit 2024)[30]
- Galaxy M9 (ab 2025)[31]
- Galaxy Starship 7 (seit 2024)[32]
- Galaxy Xingyao 6 (ab 2025)[33]
- Galaxy Xingyao 8 (seit 2025)[34]
- GC7 (2011–2014)[35]
- GE (2018–2023) Variante des Borui mit Hybridantrieb[36]
- GX9 (2014)[37]
- Haoyue (seit 2020)[38]
- Haoyue R7 (ab 2025)[39]
- Icon (seit 2020)[40]
- Jiaji (seit 2019) Basis für Maple 80V[41]
- Kandi K10 (2016–2017)[42]
- Kandi K11 (2014–2017) Elektroversion des Panda; auch Panda EV genannt[43]
- Kandi K12 (2016–2018)[44]
- Kandi K17 (2016–2018)[45]
- King Kong (2006–2018)[46]
- MK (2008–2014)[47]
- MR Merrie (2003–2009)[48]
- Panda (2008–2017) Auch als Elektroauto[49]
- Panda Knight (seit 2023) Elektroauto[50]
- Panda Mini (seit 2023) Elektroauto[51]
- Pride (2003–2007)[52]
- S1 (2017–2019)[53]
- SC3 (2012–2014)[54]
- SC6 (2012–2014)[55]
- SC7 Hajing (2009–2015)[56]
- Shanghai Maple Biaofeng (2003–2006)[57]
- Shanghai Maple Haifeng (2007–2010)[58]
- Shanghai Maple Haishang (2006–2010)[59]
- Shanghai Maple Haixun (2006–2010)[60]
- Shanghai Maple Haiyue (2008–2010)[61]
- Shanghai Maple Marindo M303 (2004–2010)[62]
- SX7 (2013–2014)[63]
- TX4 (2009–2017)[64]
- Uliou (2003–2005)[65]
- Xingrui (seit 2020)[66]
- Xingyue S (seit 2019)[67]
- Xingyue L (seit 2021)[68]
- Yuanjing X1 (2017–2019)[69]
- Yuanjing X3 (2017–2022) Basis für Kandi EX3, Maple X3 und Maple 30X[70][71]
- Yuanjing X6 (seit 2016) Überarbeitete Version des GX7[72]

## Weitere Marken
Neben der Marke Geely gibt oder gab es weitere Marken, die teilweise als Submarken von Geely angesehen werden.
Gleagle wurde Ende 2008 eingeführt. Englon folgte im Juni 2009 und Emgrand im Juli 2009. In den jährlichen Mitteilungen des Konzerns wurden sie als echte Marken bezeichnet. 2014 wurde eine Umstrukturierung angekündigt, nach der diese drei Marken auslaufen und durch Geely ersetzt werden sollten. 2016 war der Vorgang abgeschlossen. Die Internetseite für Pkw-Zulassungen in China hat allerdings keine separaten Einträge für diese drei Namen.
Kandi, anfangs von Zhejiang Kandi Vehicles, seit 2013 vom Gemeinschaftsunternehmen Zhejiang Kandi Electric Vehicles, an dem Kandi und Geely beteiligt sind. Eine Quelle führt die Kandi-Modelle unter Geely.
Zhidou-Elektroautos gab es von 2015 bis 2019.
Lynk & Co wurde 2017 eingeführt.
Geometry folgte 2019.

## Statistik
Eine Quelle gibt die folgenden Pkw-Produktionszahlen für Geely für die Jahre von 2000 bis 2003 an: 14.530, 24.804, 43.457 und 74.664.
Nachstehend die Pkw-Zulassungszahlen der Marke Geely in China seit 2003. Auch hier gilt, dass Emgrand, Englon und Gleagle enthalten sein können.
| Jahr | Pkw-Zulassungszahl |
| ---- | ------------------ |
| 2003 | 73.779             |
| 2004 | 98.283             |
| 2005 | 143.279            |
| 2006 | 205.346            |
| 2007 | 219.512            |
| 2008 | 221.786            |
| 2009 | 329.018            |
| 2010 | 414.465            |
| 2011 | 432.752            |
| 2012 | 491.445            |
| 2013 | 549.393            |
| 2014 | 425.773            |
| 2015 | 532.384            |
| 2016 | 778.896            |
| 2017 | 1.251.656          |
| 2018 | 1.382.119          |
| 2019 | 1.255.480          |
| 2020 | 1.134.433          |
| 2021 | 1.072.405          |